# Pantanodon
Pantanodon ist eine Fischgattung aus der Ordnung der Zahnkärpflinge (Cyprinodontiformes). Die Gattung besteht aus zwei bisher beschriebenen Arten, Pantanodon podoxys und Pantanodon propinquus. Beide Arten bewohnen küstennahe Sümpfe und Mangrovenwälder in Tansania.

## Merkmale
Pantanodon-Arten werden 1,5 bis 4 cm lang und ähneln äußerlich den südostasiatischen, nur sehr entfernt verwandten Reiskärpflingen (Oryzias). Die Männchen sind etwas größer als die Weibchen. Sie und ihre nächsten Verwandten unterscheiden sich von allen anderen Zahnkärpflingen durch die Bauchflossen der Männchen, deren erste bis zu drei Flossenstrahlen stachelig ausgebildet sind, und deren zweiter bis vierter Flossenstrahl distale Krallen und Haken aufweist. Die Bauchflossen befinden sich zwischen den vorderen Pleuralrippen 2–5 und somit näher an den Brustflossen als an der Afterflosse. Die Rückenflosse ist mit nur sechs bis sieben und gelegentlich auch 10 Flossenstrahlen klein und befindet sich hinter dem Ansatz der Afterflosse und beginnt oberhalb des dritten Hinterleibswirbels. Die Wirbelsäule trägt 28 bis 32 Dornfortsätze.

## Systematik
Die Gattung Pantanodon wurde 1955 durch den amerikanischen Ichthyologen George Sprague Myers eingeführt. Typusart ist Pantanodon podoxys. Einige Zeit wurde Pantanodon zu den Afrikanischen Leuchtaugenfischen gezählt. Zu dieser Zeit standen die Afrikanischen Leuchtaugenfische noch als Untergattung Procatopodinae innerhalb der Familie Poeciliidae. Eine phylogenetische Untersuchung ergab jedoch, dass die Gattung eine basale Position in der Unterordnung Cyprinodontoidei einnimmt (siehe Kladogramm im Systematikabschnitt bei den Zahnkärpflingen). Die Unterfamilie Pantanodontinae, die bereits 1955 durch Myers eingeführt wurde, wurde deshalb Anfang 2018 in den Familienrang erhoben. Im April 2023 wurde eine umfangreiche Revision der Familie veröffentlicht, die seitdem nicht mehr monotypisch ist und außer Pantanodon auch die Gattungen Aliteranodon und Malagodon, sowie die ausgestorbene europäische Gattung Paralebias umfasst.